# 비버리힐즈 치와와 2
《비버리힐즈 치와와 2》(영어: Beverly Hills Chihuahua 2)는 미국에서 제작된 앨릭스 잼 감독의 2011년 코미디 영화이다. 《비버리힐즈 치와와》(2008)의 속편이다. 조지 로페즈, 오뎃 애너블, 재커리 고든 등이 목소리 출연하였고, 데이비드 호버먼 등이 제작에 참여하였다.

## 출연

### 실물
- 필 루이스
- 마커스 콜로마
- 에린 케이힐
- 수전 블레이클리
- 루페 온티베로스
- 일레인 헨드릭스
- 브라이언 스터패닉
- 모건 페어차일드
- 프렌치 스튜어트
- 크리스틴 레이킨 (크레디트 미기재)

### 목소리
- 조지 로페즈
- 오뎃 유스트먼
- 미겔 퍼레어
- 어니 허드슨
- 재커리 고든
- 에밀리 오즈먼트
- 매디슨 페티스
- 톰 케니
- 로레타 더바인
- 브리짓 멘들러
- 얼리사 밀라노
- 존 후어태스

## 기타 제작진
- 배역: 캐시 샌드리치 겔퍼드
- 미술: 리처드 홀랜드
- 세트: 돈 디어스
- 의상: 크리스틴 M. 버크
- 헤어: 데이비드 대넌